# Tadesse Abraham
Tadesse Abraham (ur. 12 sierpnia 1982 w Asmarze) – erytrejski lekkoatleta specjalizujący się w biegach długodystansowych. Od czerwca 2014 roku reprezentuje Szwajcarię.
Dziewiąty maratończyk mistrzostw Europy z Zurychu (2014). W 2015 wziął udział w światowym czempionacie seniorów w Pekinie, zajmując 19. miejsce w biegu maratońskim. Złoty medalista mistrzostw Starego Kontynentu z Amsterdamu (2016) oraz siódmy zawodnik podczas rozgrywanych w Rio de Janeiro igrzyskach olimpijskich w tym samym roku.
Wielokrotny złoty medalista mistrzostw Szwajcarii oraz reprezentant kraju na drużynowych mistrzostwach Europy i w Pucharze Europy w biegu na 10 000 metrów.

## Osiągnięcia
| Rok  | Impreza                                   | Miejsce        | Konkurencja           | Lokata      | Wynik    |
| ---- | ----------------------------------------- | -------------- | --------------------- | ----------- | -------- |
| 2003 | Mistrzostwa świata w biegach przełajowych | Lozanna        | bieg juniorów         | –           | DQ       |
| 2004 | Mistrzostwa świata w biegach przełajowych | Bruksela       | bieg juniorów         | –           | DQ       |
| 2014 | Mistrzostwa Europy                        | Zurych         | maraton               | 9. miejsce  | 2:15:05  |
| 2015 | Puchar Europy w biegu na 10 000 metrów    | Cagliari       | bieg na 10 000 metrów | 4. miejsce  | 28:41,37 |
| 2015 | I liga drużynowych mistrzostw Europy      | Heraklion      | bieg na 5000 metrów   | 5. miejsce  | 15:21,86 |
| 2015 | Mistrzostwa świata                        | Pekin          | maraton               | 19. miejsce | 2:19:25  |
| 2016 | Mistrzostwa Europy                        | Amsterdam      | półmaraton            | 1. miejsce  | 1:02:03  |
| 2016 | Igrzyska olimpijskie                      | Rio de Janeiro | maraton               | 7. miejsce  | 2:11:42  |
| 2018 | Mistrzostwa Europy                        | Berlin         | maraton               | 2. miejsce  | 2:11:24  |
| 2019 | Mistrzostwa świata                        | Doha           | maraton               | 9. miejsce  | 2:11:58  |
| 2020 | Mistrzostwa świata w półmaratonie         | Gdynia         | półmaraton            | 51. miejsce | 1:02:46  |
| 2021 | Igrzyska olimpijskie                      | Tokio          | maraton               | –           | DNF      |
| 2022 | Puchar Europy w biegu na 10 000 metrów    | Pacé           | bieg na 10 000 metrów | –           | DNF      |
| 2024 | Mistrzostwa Europy                        | Rzym           | półmaraton            | 36. miejsce | 1:04:53  |
| 2024 | Mistrzostwa Europy                        | Rzym           | półmaraton drużynowo  | 8. miejsce  | 3:14:03  |
| 2024 | Igrzyska olimpijskie                      | Paryż          | maraton               | 38. miejsce | 2:12:22  |

## Rekordy życiowe
- Bieg na 10 000 metrów – 28:41,37 (2015)
- Półmaraton – 59:53 (2022)
- Maraton – 2:04:40 (2024) rekord Szwajcarii